# 中華基督教會基理小學
中華基督教會基理小學（英語：C.C.C. Kei Lei Primary School）為香港一所已停辦的小學，位於荃灣梨木樹邨，於1975年創立，1993年因收生不足停辦。

## 歷史
學校於1975年6月開始招生，同年9月創辦，是全港首批三座興建時為6層（不包括地下）的「火柴盒」小學之一。創校首年，此校僅設有上午校，至1976年才增設下午校。
因收生不足導致縮班，此校於1988年改行全日制，至1993年暑假停辦，未畢業學生均由鄰近的嗇色園可信學校接收；而主要行政人員則於1992年起，率先調至同系全完第一小學。

## 校舍
此校為一座後期型「火柴盒」小學，佔地780平方米，不包括地下共設6層，停辦前設有24間課室及少量特別室。
隨著此校於1993年停辦，原有校舍曾一度空置，其後於1997年10月供鄰區的聖公會主愛小學分拆，成為聖公會主愛小學（梨木樹）。

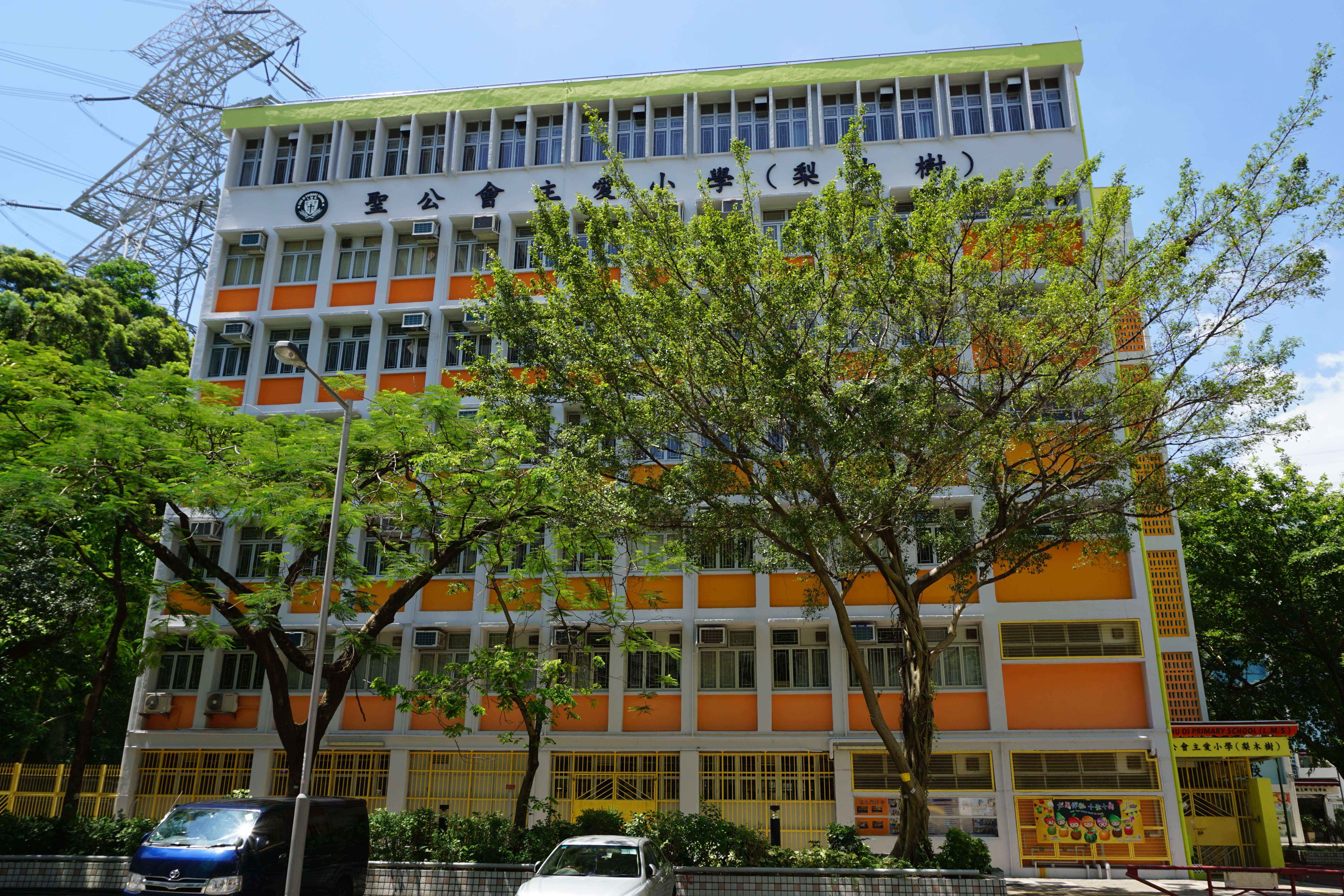

## 歷任行政人員

### 校監
- 李清詞 牧師（1985年-？，首任校監）
- 翁瑞光 牧師（？-1993年，末任校監，已歿）

### 校長

#### 上午校
- 周日如 先生[8]（1975年-1980年，創校校長；原同系全完第三小學及基英小學上午校校長）
- 李德濱 先生[9]（1980年-1986年；2003年逝世）
- 劉柱成 先生（1986年-1988年，末任上午校校長，由下午校校長兼任）

#### 下午校
- 劉柱成 先生[10]（1976年-1988年[11]，創校及末任下午校校長，後調至基慧小學下午校）

#### 全日
- 彭鑑鳳 女士（1988年-1990年，全日制首任校長）[12]
- 陳自端 先生（1990年-1992年，後調至同系全完第一小學）[13]
  - 李潤生 先生（1992年-1993年，署任及末任校長，結校後職位獲真除，並調至同系基恆小學及全完第二小學）[14]

## 學校福音工作
中華基督教會香港區會全完堂曾經在校舍開設主日學。

## 註解
1. ↑  1991/92年度數字

## 外部連結
- 基理小學facebook非官方群組 （页面存档备份，存于）
- 基理小學Google+非官方群組